# Lijst van bergen in Tsjechië

De Sneeuwkop gezien vanuit het westen

Hier volgt een lijst van de tien hoogste bergen in Tsjechië. Daaronder een (incomplete) alfabetische lijst van bergen in het land.
| #  | Berg              | Hoogte (m) | Gebergte       |
| -- | ----------------- | ---------- | -------------- |
| 1  | Sněžka(Sneeuwkop) | 1603       | Reuzengebergte |
| 2  | Luční hora        | 1555       | Reuzengebergte |
| 3  | Studniční hora    | 1554       | Reuzengebergte |
| 4  | Vysoké kolo       | 1509       | Reuzengebergte |
| 5  | Praděd            | 1492       | Hrubý Jeseník  |
| 6  | Stříbrný hřbet    | 1490       | Reuzengebergte |
| 7  | Violík            | 1471       | Reuzengebergte |
| 8  | Vysoká hole       | 1465       | Hrubý Jeseník  |
| 9  | Malý Šišák        | 1440       | Reuzengebergte |
| 10 | Kotel             | 1435       | Reuzengebergte |

## Alfabetische lijst
| Berg                  | Hoogte (m) | Gebergte                   | Ligging (regio)          | Opmerkingen                                         |
| --------------------- | ---------- | -------------------------- | ------------------------ | --------------------------------------------------- |
| A                     |            |                            |                          |                                                     |
| Adamova hora          | 1078       | Bohemer Woud               | Pilsen                   |                                                     |
| B                     |            |                            |                          |                                                     |
| Bílá Hora             | 381        |                            | Praag                    | Locatie van de Slag op de Witte Berg                |
| Blatenský vrch        | 1043       | Ertsgebergte               | Karlsbad                 |                                                     |
| Bohdalec              | 790        | Žďárské vrchy              | Vysočina                 |                                                     |
| Bouřný                | 703        | Lausitzer Gebergte         | Liberec                  |                                                     |
| Břidličná hora        | 1358       | Hrubý Jeseník              | Olomouc, Moravië-Silezië |                                                     |
| C                     |            |                            |                          |                                                     |
| Černá kupa            | 1295       | Králický Sněžník           | Pardubice, Olomouc       |                                                     |
| Čepel                 | 1024       | Hrubý Jeseník              | Olomouc                  |                                                     |
| Chrudim               | 838        | Slavkovský les             | Karlsbad                 |                                                     |
| D                     |            |                            |                          |                                                     |
| Děčínský Sněžník      | 723        | Elbezandsteengebergte      | Ústí nad Labem           |                                                     |
| Dlouhé Stráně         | 1353       | Hrubý Jeseník              | Olomouc                  |                                                     |
| Dubina                | 467        | Lausitzer Gebergte         | Liberec                  |                                                     |
| Dubová hora           | 402        | Lausitzer Gebergte         | Liberec                  |                                                     |
| Dutý kámen            | 379        | Lausitzer Gebergte         | Liberec                  |                                                     |
| Dymník                | 515        | Lausitzer Gebergte         | Ústí nad Labem           |                                                     |
| E                     |            |                            |                          |                                                     |
| F                     |            |                            |                          |                                                     |
| G                     |            |                            |                          |                                                     |
| H                     |            |                            |                          |                                                     |
| Harrachovy kameny     | 1421       | Reuzengebergte             | Liberec                  |                                                     |
| Hvozd                 | 749        | Lausitzer Gebergte         | Liberec                  | Op de grens met Duitsland                           |
| I                     |            |                            |                          |                                                     |
| J                     |            |                            |                          |                                                     |
| Ještěd                | 1012       | Ještědsko-kozákovský hřbet | Liberec                  |                                                     |
| K                     |            |                            |                          |                                                     |
| Kamenáč (Aschberg)    | 917        | Elstergebergte             | Karlsbad                 | Op de grens met Duitsland                           |
| Keprník               | 1423       | Hrubý Jeseník              | Olomouc                  |                                                     |
| Kleť                  | 1083       | Blanský les                | Zuid-Bohemen             |                                                     |
| Kotel                 | 1435       | Reuzengebergte             | Liberec                  |                                                     |
| Králický Sněžník      | 1424       | Králický Sněžník           | Pardubice, Olomouc       | Op de grens met Polen, hoogste berg van het massief |
| L                     |            |                            |                          |                                                     |
| Luční hora            | 1555       | Reuzengebergte             | Hradec Králové           |                                                     |
| M                     |            |                            |                          |                                                     |
| Malý Šišák            | 1440       | Reuzengebergte             | Hradec Králové           | Op de grens met Polen                               |
| Mědník                | 910        | Ertsgebergte               | Karlsbad                 |                                                     |
| Milešovka             | 837        | Boheems Middelgebergte     | Ústí nad Labem           | Hoogste berg van het massief                        |
| N                     |            |                            |                          |                                                     |
| O                     |            |                            |                          |                                                     |
| Ostaš                 | 700        | Broumovská vrchovina       | Hradec Králové           |                                                     |
| P                     |            |                            |                          |                                                     |
| Petřín                | 327        |                            | Praag                    |                                                     |
| Plöckenstein (Plechý) | 1378       | Bohemer Woud               | Zuid-Bohemen             | Op de grens met Oostenrijk                          |
| Praděd                | 1492       | Hrubý Jeseník              | Olomouc, Moravië-Silezië | Hoogste berg van Moravië                            |
| Podbělka              | 1307       | Králický Sněžník           | Pardubice                |                                                     |
| Q                     |            |                            |                          |                                                     |
| R                     |            |                            |                          |                                                     |
| Říp                   | 456        | Česká tabule               | Ústí nad Labem           |                                                     |
| S                     |            |                            |                          |                                                     |
| Slovanka              | 820        | IJzergebergte              | Liberec                  |                                                     |
| Smrk                  | 1124       | IJzergebergte              | Liberec                  | Op de grens met Polen                               |
| Sneeuwkop (Sněžka)    | 1603       | Reuzengebergte             | Hradec Králové           | Op de grens met Polen, hoogste berg van Tsjechië    |
| Stříbrný hřbet        | 1490       | Reuzengebergte             | Hradec Králové           | Op de grens met Polen                               |
| Studniční hora        | 1554       | Reuzengebergte             | Hradec Králové           |                                                     |
| Sušina                | 1321       | Králický Sněžník           | Pardubice, Olomouc       |                                                     |
| T                     |            |                            |                          |                                                     |
| U                     |            |                            |                          |                                                     |
| V                     |            |                            |                          |                                                     |
| Velká Deštná          | 1115       | Adelaarsgebergte           | Hradec Králové           |                                                     |
| Violík                | 1471       | Reuzengebergte             | Hradec Králové           | Op de grens met Polen                               |
| Vysoká hole           | 1465       | Hrubý Jeseník              | Olomouc, Moravië-Silezië |                                                     |
| Vysoké kolo           | 1509       | Reuzengebergte             | Hradec Králové           | Op de grens met Polen                               |
| W                     |            |                            |                          |                                                     |
| X                     |            |                            |                          |                                                     |
| Y                     |            |                            |                          |                                                     |
| Z                     |            |                            |                          |                                                     |